# دهنو محمد حسین
دهنو محمد حسین، روستایی از توابع بخش مرکزی شهرستان لردگان در استان چهارمحال و بختیاری ایران است.

## جمعیت
این روستا در دهستان ریگ قرار دارد و براساس سرشماری مرکز آمار ایران در سال ۱۳۹۰، جمعیت آن ۲۰۰ نفر (۴۴خانوار) بوده‌است.